# Gobernador de Tabasco
El gobernador de Tabasco es el titular del poder ejecutivo del estado libre y soberano de Tabasco. 
Es elegido mediante voto directo y universal. Una vez electo, entra en funciones el 1 de octubre siguiente al día de la elección. Su cargo dura un periodo de seis años, sin posibilidad de reelección.
De acuerdo al artículo 42 de la Constitución Política del estado de Tabasco, se deposita el Poder Ejecutivo en un ciudadano que se denominará gobernador del Estado Libre y Soberano de Tabasco.

## Historia
El estado de Tabasco fue creado el 31 de enero de 1824, y admitido oficialmente el 7 de febrero de 1824, siendo el estado número 13.º fundador de la federación, y a lo largo de su vida histórica ha pasado por todos los sistemas de gobierno vigentes en México, tanto el sistema federalista como el sistema centralista, por lo que la denominación de la entidad ha variado entre «estado» y «departamento»; variando con ella, la denominación del titular del poder ejecutivo del Estado.
El último gobernante maya fue Tabscoob quien gobernaba la provincia de Potonchan a la llegada de los españoles y por cuyo nombre, los conquistadores llamaron «Tabasco» al territorio descubierto. Durante la época de la colonia, la provincia de Tabasco fue anexada a la Capitanía General de Yucatán, por lo que la autoridad máxima era el «Alcalde Mayor», y ya a partir de 1776 se les dio el cargo de «Gobernador» nombrado por el rey.
Debido a las muchas guerras y alzamientos militares que se registraron en el estado durante el siglo XIX y principios del siglo XX, hubo muchos cambios de gobernador y, de hecho, fueron muy pocos los que lograron terminar su mandato constitucional. Esas mismas pugnas propiciaron que en algunos períodos —como en 1845, 1847, 1858, 1863, 1864 y 1919— existieran dos gobernadores al mismo tiempo y que, en 1919, existieran hasta dos Congresos estatales.

## Requisitos para ser Gobernador
El artículo 44 de la Constitución Política del Estado de Tabasco indica que para ser Gobernador de Tabasco se requiere:
- Ser ciudadano mexicano por nacimiento y nativo del Estado, o con residencia en él no menor de cinco años inmediatamente anteriores al día de la elección. La residencia no se pierde por ausencia en el desempeño de cargos públicos de elección popular de representación del Estado.
- Tener 30 años o más al día de la elección.
- No ser ministro de culto religioso alguno.
- No ser titular de alguna dependencia de la Administración Pública del Estado, ni fiscal general del Estado de Tabasco; o titular de organismos autónomos; ni presidente municipal, regidor, secretario de Ayuntamiento o titular de alguna dirección en las administraciones municipales; ni Magistrado del Tribunal Superior de Justicia, del Tribunal de Justicia Administrativa o del Tribunal de Conciliación y Arbitraje; ni diputado al Congreso del Estado; ni ser miembro de las fuerzas armadas, ni haber tenido mando de fuerza pública o policial alguna, ni legislador o servidor público federal con rango de director general o superior, a menos que permanezca separado definitivamente de sus funciones desde 120 días naturales antes de la fecha de la elección.
- No ser titular de alguno de los organismos descentralizados u órganos desconcentrados de la Administración Pública Estatal, a menos que se separe definitivamente de sus funciones 120 días naturales antes de la fecha de la elección.
- No ser Magistrado, ni Secretario del Tribunal Electoral, Juez Instructor, ni Consejero Presidente o Consejero Electoral en los Consejos Estatal, Distritales o Municipales del Instituto Electoral y de Participación Ciudadana, ni secretario ejecutivo, contralor general, director o personal profesional directivo del propio Instituto, salvo que se hubieren separado de su encargo, de manera definitiva, 2 años antes del día de la elección.
- No estar comprendido dentro de alguna de las incapacidades del artículo 116 de la Constitución Política de los Estados Unidos Mexicanos.

## Periodo de gobierno
Desde su creación y hasta 1860, el periodo constitucional del Gobernador de Tabasco inició el 16 de septiembre del año de la elección y duraba en su encargo 4 años.
A partir de 1861, el Gobernador de Tabasco inició su periodo constitucional el 1 de enero siguiente al día de la elección y su duración era de 4 años en el encargo.
En 1947, el periodo de gobierno fue establecido en 6 años y mantuvo el 1 de enero siguiente al día de la elección como inicio del mandato, siendo Francisco J. Santamaría, el primero en durar 6 años en el encargo.
De acuerdo a la modificación a la Constitución Política del Estado de Tabasco publicada en el Periódico Oficial del Estado de Tabasco el 13 de septiembre de 2013:

El Gobernador Constitucional entrará en funciones el día primero de octubre siguiente a la
elección y durará en su cargo seis años.
Artículo 45. Constitución Política del Estado de Tabasco

Por tanto,  el periodo constitucional iniciado por Adán Augusto López Hernández concluirá el 30 de septiembre de 2024 y el próximo periodo constitucional del Gobernador de Tabasco será del 1 de octubre de 2024 al 30 de septiembre de 2030. 

## Funciones
De acuerdo al artículo 51 de la Constitución Política del Estado de Tabasco, son facultades y obligaciones del Gobernador:
- Promulgar y ejecutar las leyes y decretos que expida el Congreso del Estado, proveyendo en la esfera administrativa a su exacta observancia.
- Nombrar y remover libremente a los servidores públicos de la administración pública del estado, cuyo nombramiento o remoción no estén determinados en otra forma por la Constitución y por las leyes.
- Tener bajo su mando la corporación de seguridad pública estatal, de acuerdo a su competencia, las leyes y convenios respectivos, así como disponer de la policía preventiva municipal en los términos del artículo 65 de la propia Constitución . La seguridad pública es una función a cargo del Estado y los Municipios, que comprende la prevención de los delitos, la investigación y persecución para hacerla efectiva, así como la sanción de las infracciones administrativas, en los términos de la ley. La actuación de las instituciones de seguridad pública se regirá por los principios de legalidad, objetividad, eficiencia, profesionalismo, honradez y respeto a los derechos humanos y conforme a las reglas que en esta materia establece la Constitución Política de los Estados Unidos Mexicanos.
- Nombrar apoderado para toda clase de asuntos dentro o fuera del Estado.
- Solicitar a la Comisión Permanente que convoque a sesiones extraordinarias del Congreso del Estado.
- Facilitar al Poder Judicial los auxilios que necesite, para hacer expedito el ejercicio de sus funciones.
- Remitir al H. Congreso del Estado, a través del Órgano Superior de Fiscalización, dentro del mes siguiente respectivo, los informes que contengan el avance financiero y presupuestal; así como entregar a dicho órgano, a más tardar el 30 de abril del ejercicio fiscal siguiente, la cuenta pública, en los términos del artículo 41 de la Constitución . La cuenta pública deberá contener de manera homogénea, la información financiera, de ingresos y egresos, así como patrimonial, debidamente registrada conforme al sistema de contabilidad gubernamental y las disposiciones que emita el Consejo Nacional de Armonización Contable, a fin de garantizar su armonización a nivel nacional.
- Otorgar los títulos profesionales conforme a las leyes que regulen los estudios correspondientes.
- Solicitar al Congreso, en los términos que establece la Constitución  y las demás disposiciones jurídicas aplicables, la convocatoria a consultas populares.
- Celebrar contratos, convenios, otorgar permisos, concesiones y autorizaciones.
- Enajenar, con autorización del Congreso, los bienes que según las leyes pertenezcan al Estado.
- Otorgar autorización para el ejercicio de la Función Notarial.
- Formular el Programa Anual de Gobierno de acuerdo a un estudio que para tal efecto se elabore, mediante una adecuada planificación, en el que se jerarquicen las necesidades públicas a satisfacer, buscando con el mayor rigor el máximo aprovechamiento de los recursos disponibles; Impulsar programas y acciones tendentes a fortalecer las tradiciones comunitarias en un marco de respeto a la cultura de los pueblos y comunidades indígenas del Estado.
- Coordinar la inversión pública estatal y municipal para los efectos de la fracción anterior y propiciar su armonización con los programas del Gobierno Federal.
- Promover la inversión de todos los sectores de acuerdo con el Programa de Gobierno, con sentido social que genere empleos y propicie el desarrollo económico.
- Asistir a entregar un informe escrito al Congreso del Estado, el segundo domingo del mes de noviembre de cada año de su ejercicio constitucional, en el que manifieste el estado general que guarde la Administración Pública del Estado, salvo el último año de ejercicio, cuando dicho informe se presentará el tercer domingo del mes de agosto, en sesión extraordinaria del Congreso. Al presentar su informe, el Gobernador del Estado dirigirá al Pleno un mensaje consistente en una síntesis del informe que se presenta. Enseguida, el Presidente del Congreso, en términos generales y concisos, acusará recibo del informe presentado. Posterior a la intervención del Presidente del Congreso, cada fracción parlamentaria hará un posicionamiento sobre el mensaje pronunciado por el Titular del Poder Ejecutivo. Al término de las intervenciones de las fracciones parlamentarias, el Gobernador del Estado podrá hacer uso de su derecho de contrarréplica.
- Acordar que concurra a las sesiones de la Legislatura el Secretario del ramo que corresponde, cuando sea citado por el Congreso para informar acerca de alguna iniciativa de Ley, presentada por el Ejecutivo, o tratar temas relevantes de interés para el Congreso, relacionados con su ramo.
- Pedir al Congreso del Estado, le conceda las facultades extraordinarias que necesite en situaciones de sublevación o trastorno interior. De ser necesario, si no estuviere reunido el Congreso del Estado, solicitar la protección de los poderes de la Unión, en caso de sublevación o trastorno interior.
- Solicitar a la Comisión Nacional de los Derechos Humanos, que investigue hechos que constituyan violaciones graves de derechos humanos.

## Tipo de Gobernador
La Constitución Política del Estado de Tabasco  y la Ley Electoral y de Partidos Políticos del Estado de Tabasco, prevén diferentes tipos de Gobernador de acuerdo a las circunstancias en las que asume la titularidad del Poder Ejecutivo del Estado
- Gobernador Constitucional: Es el emanado de elecciones ordinarias. Debe asumir sus funciones el 1 de octubre del año de su elección. El actual periodo constitucional inició el 1 de enero de 2019, sin embargo, está previsto que el siguiente periodo constitucional sea del 1 de octubre de 2024 al 30 de septiembre de 2030, de acuerdo a la modificación constitucional del 13 de septiembre de 2013.[7]
- Gobernador Provisional: Ante la falta absoluta del Gobernador Constitucional, el Secretario de Gobierno en funciones asume la titularidad del Ejecutivo como Gobernador Provisional en tanto el Congreso del Estado designa un Interino o Sustituto, lo cual debe ocurrir en no más de 60 días. Durante ese periodo, el Gobernador Provisional no está facultado para remover o designar Secretarios del Gabinete sin autorización previa del Congreso.[8] También se denomina Gobernador Provisional cuando el Secretario de Gobierno asume la titularidad del ejecutivo para suplir al Gobernador Constitucional cuando solicita licencia hasta por 60 días, dicha licencia sólo es prorrogable en una ocasión.[9]
- Gobernador Interino: Es el designado por el Congreso del Estado, erigido en Colegio Electoral, ante la falta absoluta de Gobernador Constitucional, cuando la falta ocurra en los primeros dos años del mandado. El Congreso deberá expedir en los siguientes 10 días la convocatoria para una elección extraordinaria en la que se elija un nuevo Gobernador Constitucional que concluya el mandato original.[8] También se denomina Gobernador Interino al que sustituye las licencias indefinidas del Gobernador Constitucional.
- Gobernador Sustituto: Es el designado por el Congreso del Estado cuando la falta absoluta del Gobernador Constitucional ocurre en los últimos 4 años del mandato constitucional. El Gobernador Sustituto debe concluir el mandato original del Gobernador Constitucional.[8]
- Gobernador Electo: Es declarado por el Instituto Electoral y de Participación Ciudadana de Tabasco, mediante acuerdo, una vez realizado el cómputo estatal de la elección para Gobernador. El ganador recibe la constancia de mayoría que lo acredita como tal.